# Vegarienza
Vegarienza es una localidad de España, provincia de León, comunidad autónoma de Castilla y León. Pertenece al municipio de Riello. Está ubicada en la ribera del río Omaña, en la comarca histórica del mismo nombre, situada en la Montaña Occidental leonesa.
Antiguamente perteneciente al concejo de Omaña, fue cabecera municipal desde mediados del siglo XIX hasta 1975, cuando se incorporó a Riello. Su economía se basa tradicionalmente en la agricultura y ganadería, con una pequeña presencia del sector servicios impulsada por el desarrollo del turismo rural.

## Toponimia
El nombre Vegarienza o «Vega de Arienza» como aparece en algunos documentos antiguos alude a su naturaleza de terreno llano situado al lado de un río. «Arienza», nombre compartido con otra población del mismo municipio de Riello (Arienza), puede derivarse de la raíz celta arg-, con el significado de 'brillar', mediante la vocalización de la letra «g»; este topónimo alude a veces a terrenos calizos, con abundancia de yeso o greda.

## Geografía
Vegarienza se encuentra en la ribera del tramo medio del río Omaña, cuyo valle se ubica en el límite meridional  de la cordillera Cantábrica y al este de la sierra de Gistredo. La población está situada a 1109 m s. n. m. Los núcleos de población más cercanos son El Castillo, a un kilómetro, y Garueña y Aguasmestas, a menos de dos kilómetros. El arroyo Valdaín, afluente del Omaña, se une a este en Vegarienza.
Se enclava en una zona Csb, que corresponde a un clima mediterráneo de veranos suaves según la clasificación de Köppen; la temperatura media del mes más cálido no es superior a 22 °C pero sobrepasa los 10 °C durante cinco o más meses y las medias anuales están por debajo de los 9 °C, con precipitaciones cerca de los 1000 mm anuales, nevadas invernales y veranos secos.

## Naturaleza
El término de Vegarienza  está incluido en las áreas designadas como reserva de la biosfera de los valles de Omaña y Luna, Lugar de Importancia Comunitaria (LIC) y Zona de Especial Protección para las Aves (ZEPA). El hábitat de rivera se caracteriza por la presencia de sauces, alisos, chopos, fresnos y negrillos. La fauna acuática del río Omaña incluye la trucha, la nutria, el mirlo acuático y el desmán de los pirineos, especie endémica de la península ibérica. Otras especies animales comunes en la zona son el corzo, el jabalí y la garduña.
Respecto a la geología, la población se encuentra en la  Zona Asturoccidental-Leonesa sobre terrenos precámbricos constituidos por areniscas, limolitas, pizarras porfiroides y microconglomerados, sobre los que se asientan depósitos fluviales del Cuaternario transportados por el Omaña.

## Historia
César Morán Bardón señala la presencia de dos fosos en Vegarienza, en la colina donde se asienta la ermita de Santa Colomba, que podrían ser vestigios de un castro romano. La población aparece nombrada como «Vega de Arenza» en el año 857. Durante la Edad Media formó parte del concejo histórico de Omaña, que devino parte del señorío del Condado de Luna en el siglo XV. La organización territorial se mantuvo hasta el siglo XIX, cuando Vegarienza pasó formar parte del recién formado municipio de Riello, aunque posteriormente se independizó y aparece como cabeza de municipio en el censo de 1857. Los pueblos agregados al municipio eran Marzán, Omañón, Sosas del Cumbral, Cirujales, Cornombre, Garueña, Manzaneda de Omaña, Santibáñez de Arienza, Valbueno, Villadepán, Villar de Omaña y Villaverde de Omaña. A principios del siglo XX se modificaron las lindes entre Riello y Vegarienza, y el núcleo de El Castillo pasó a formar parte de este, que finalmente se reincorporó a Riello en 1975.

## Demografía
| Gráfica de evolución demográfica de Vegarienza entre 1857 y 1970 |
| |
| Población de derecho según los censos de población del INE Población de hecho según los censos de población del INE Entre el censo de 1981 y el anterior este municipio desaparece porque se integra en Riello Entre el censo de 1857 y el anterior aparece este municipio porque se segrega de Riello |

Vegarienza es un núcleo de pequeño tamaño, típico del hábitat semiconcentrado característico de la comarca de Omaña. Según el Instituto Nacional de Estadística de España, contaba con 37 habitantes en 2013, de los que 23 eran hombres y 14 mujeres. Según el Diccionario geográfico-estadístico de España y Portugal de Sebastián Miñano, publicado en 1829, había 60 vecinos en la localidad. Madoz menciona 166 habitantes. En 1920 el censo de Mourille recoge 165 habitantes de hecho. Durante el siglo XX, el pueblo experimentó un acusado descenso demográfico, consecuencia de la emigración y del consiguiente envejecimiento de la población.
| Gráfica de evolución demográfica de Vegarienza entre 2000 y 2013                                      |
| |
| Población según la relación de unidades poblacionales del Instituto Nacional de Estadística (España). |

## Economía
Hasta mediados del siglo XX la economía de la localidad, como en toda la comarca de Omaña, estaba orientada al autoabastecimiento y las actividades se centraban en la agricultura y la ganadería; Miñano menciona la producción de «granos, ganados y leña» y Madoz destaca además los cultivos de patatas y legumbres y la caza y la pesca. A fecha de 2014, el sector terciario incluye también un restaurante.